# IHeartRadio Music Awards
Die iHeartRadio Music Awards ist ein US-amerikanischer Musikpreis, der seit 2014 jährlich vergeben wird. Er wurde vom US-amerikanischen Radiosender iHeartRadio ins Leben gerufen, um die bekanntesten Künstler und Lieder des jeweiligen Vorjahres zu ehren. Dabei werden lediglich die vom Radio gespielte Musik sowie der Künstler berücksichtigt.

## Geschichte
Die erste Verleihung der iHeartRadio Music Awards fanden am 1. Mai 2014 im Shrine Auditorium in Los Angeles statt und wurde live von NBC übertragen. Bei der ersten Austragung konnte die Sängerin Rihanna die meisten Auszeichnungen gewinnen. Bei der Erstveranstaltung gab es keinen Moderator. Die zweiten Awards wurden hingegen von Jamie Foxx moderiert. Auch dieses Event fand im Shrine Auditorium statt. Taylor Swift gewann drei Auszeichnungen und damit die meisten. 2016 wechselte der Veranstaltungsort. Die dritten iHeart Radio Music Awards fanden im The Forum in Inglewood statt und wurden von Musiker Jason Derulo moderiert. Erneut gewann Swift die meisten Auszeichnungen. Die vierte Austragung fand am 5. März 2017 erneut im The Forum in Inglewood statt.

## Ermittlung der Nominierungen
Die Nominierungen basieren auf den Werten der internen iHeartRadio Charts. Darunter fallen Hörermeinungen, Radioairplay, Streaming, Verkäufe, sowie Tags bei Shazam und BigChampagne. Die 20 bestplatzierten Künstler der iHeartRadio Charts werden wöchentlich in einer zweistündigen Radiosendung bekanntgegeben. Die Auswertung der Daten erfolgt durch das Unternehmen Mediabase. Hinzu kommen Kategorien, in denen die jeweiligen Gewinner durch ein offenes Voting ermittelt werden.

## Zeremonien
| Jahr | Datum    | Location          | Ort         | Moderator                  | Meiste Auszeichnungen                          | Referenzen |
| ---- | -------- | ----------------- | ----------- | -------------------------- | ---------------------------------------------- | ---------- |
| 2014 | 1. Mai   | Shrine Auditorium | Los Angeles | kein Moderator             | Rihanna (4 Auszeichnungen)                     | [ 1 ]      |
| 2015 | 29. März | Shrine Auditorium | Los Angeles | Jamie Foxx                 | Taylor Swift (3 Auszeichnungen)                | [ 2 ]      |
| 2016 | 3. April | The Forum         | Inglewood   | Jason Derulo               | Taylor Swift (4 Auszeichnungen)                | [ 3 ]      |
| 2017 | 5. März  | The Forum         | Inglewood   | Ryan Seacrest              | Drake (7 Auszeichnungen)                       | [ 4 ]      |
| 2018 | 11. März | The Forum         | Inglewood   | DJ Khaled & Hailey Baldwin | Ed Sheeran (4 Auszeichnungen)                  |            |
| 2019 | 14. März | Microsoft Theater | Los Angeles | T-Pain                     | Ariana Grande & Ella Mai (je 3 Auszeichnungen) |            |
| 2020 | 29. März | diverse           | diverse     | keiner                     | Billie Eilish (4 Auszeichnungen)               |            |
| 2021 | 27. Mai  | Dolby Theatre     | Los Angeles | Usher                      | The Weeknd (5 Auszeichnungen)                  |            |
| 2022 | 22. März | Shrine Auditorium | Los Angeles | LL Cool J                  |                                                |            |

## Kategorien
Die Kategorie Künstler des Jahres, 2014 von Rihanna und 2015 von Taylor Swift, wurde 2016 durch die Kategorien Künstlerin des Jahres und Männlicher Künstler des Jahres ersetzt. Kategorien, die durch ein Voting entschieden werden, sind mit einem (v) gekennzeichnet.
| Aktuelle Kategorien - Song of the Year - Female Artist of the Year - Male Artist of the Year - Best Duo/Group of the Year - Alternative Rock Artist of the Year - Alternative Rock Song of the Year - Rock Artist of the Year - Rock Song of the Year - Country Song of the Year - Country Artist of the Year - Dance Song of the Year - Dance Artist of the Year - Hip-Hop Song of the Year - Hip-Hop Artist of the Year - R&B Song of the Year - R&B Artist of the Year - Latin Song of the Year - Latin Artist of the Year - Regional Mexican Song of the Year - Regional Mexican Artist of the Year - Best New Pop Artist - Best New Rock/Alternative Rock Artist - Best New Country Artist - Best New Hip-Hop Artist - Best New R&B Artist - Best New Regional Mexican Artist - Producer of the Year - Best Tour - Best Lyrics (v) - Best Collaboration (v) - Best Cover Song (v) - Best Song from a Movie (v) - Best Music Video (v) - Best Underground Alternative Band (v) - Social Star Award (v) - Best Fan Army (v) | eingestellte Kategorien - Best New Artist - Album of the Year - Biggest Triple Threat (v) - Most Meme-able Moment (v) - Artist of the Year - Hip-Hop/R&B Song of the Year - EDM Song of the Year - Renegade - Young Influencer - Instagram Award | iHeartRadio Innovator Award - 2014: Pharrell Williams - 2015: Justin Timberlake - 2016: U2 - 2017: Bruno Mars - 2018: Chance the Rapper - 2019: Alicia Keys |

## Meiste Auszeichnungen
Meiste Auszeichnungen (bis 2016)
| Platzierung | Erster       | Zweiter | Dritter                                                           |
| ----------- | ------------ | ------- | ----------------------------------------------------------------- |
| Künstler    | Taylor Swift | Rihanna | Calvin Harris Drake Ariana Grande twenty one pilots Justin Bieber |
| Total       | 7            | 4       | 2                                                                 |

Meiste Nominierungen (seit 2017)
| Platzierung | Erster  | Zweiter | Dritter      |
| ----------- | ------- | ------- | ------------ |
| Künstler    | Rihanna | Drake   | Taylor Swift |
| Total       | 19      | 15      | 13           |

## Gewinner nach Jahren

### 2014
Die Gewinner der ersten iHeartRadio Music Awards:
| Artist of the Year                   | Song of the Year                      |
| ------------------------------------ | ------------------------------------- |
| - Rihanna                            | - Rihanna (feat. Mikky Ekko) - "Stay" |
| Best Collaboration                   | Best New Artist                       |
| - Pitbull (feat. Kesha) - "Timber"   | - Lorde                               |
| Country Song of the Year             | Hip-Hop/R&B Song of the Year          |
| - Blake Shelton - "Boys 'Round Here" | - Rihanna - "Pour It Up"              |
| EDM Song of the Year                 | Best Fan Army                         |
| - Avicii - "Wake Me Up"              | - Rihanna - Rihanna Navy              |
| Best Lyric                           | Instagram Award                       |
| - Miley Cyrus - "Wrecking Ball"      | - Austin Mahone                       |
| iHeartRadio Young Influencer Award   | iHeartRadio Innovator Award           |
| - Ariana Grande                      | - Pharrell Williams                   |

### 2015
Die Gewinner der zweiten iHeartRadio Music Awards:
| Artist of the Year                                       | Song of the Year                          |
| -------------------------------------------------------- | ----------------------------------------- |
| - Taylor Swift                                           | - "Shake It Off" – Taylor Swift           |
| Best Collaboration                                       | Best New Artist                           |
| - "Bang Bang" – Jessie J, Ariana Grande, and Nicki Minaj | - Sam Smith                               |
| Country Song of the Year                                 | Hip Hop/R&B Song of the Year              |
| - "Burnin' It Down" – Jason Aldean                       | - "Don't Tell 'Em" – Jeremih featuring YG |
| Dance Song of the Year                                   | Alternative Rock Song of the Year         |
| - "Summer" – Calvin Harris                               | - "Take Me to Church" – Hozier            |
| Best Lyrics                                              | Best Fan Army                             |
| - "Blank Space" – Taylor Swift                           | - 5SOS Fam – 5 Seconds of Summer          |
| Renegade                                                 | iHeartRadio Innovator Award               |
| - Brantley Gilbert                                       | - Justin Timberlake                       |

### 2016
Die Gewinner der dritten iHeartRadio Music Awards:
| Song of the Year                                                                        | Female Artist of the Year                                                                                             |
| --------------------------------------------------------------------------------------- | --- |
| - "Hello" – Adele                                                                       | - Taylor Swift |
| Male Artist of the Year                                                                 | Best New Artist |
| - Justin Bieber                                                                         | - Fetty Wap |
| Best Duo/Group of the Year                                                              | Album of the Year |
| - Maroon 5                                                                              | - 1989 – Taylor Swift                                                                                                 |
| Best Tour                                                                               | Alternative Rock Artist of the Year                                                                                   |
| - Taylor Swift                                                                          | - twenty one pilots                                                                                                   |
| Alternative Rock Song of the Year                                                       | Rock Artist of the Year                                                                                               |
| - "Stressed Out" – twenty one pilots                                                    | - Foo Fighters |
| Rock Song of the Year                                                                   | Country Song of the Year                                                                                              |
| - "Heavy Is the Head" – Zac Brown Band featuring Chris Cornell                          | - "Buy Me a Boat" – Chris Janson                                                                                      |
| Country Artist of the Year                                                              | Dance Song of the Year                                                                                                |
| - Luke Bryan                                                                            | - "Where Are Ü Now" – Skrillex & Diplo und Justin Bieber                                                              |
| Dance Artist of the Year                                                                | Hip Hop Song of the Year                                                                                              |
| - Calvin Harris                                                                         | - "Hotline Bling" – Drake                                                                                             |
| Hip Hop Artist of the Year                                                              | R&B Song of the Year                                                                                                  |
| - Drake                                                                                 | - "Earned It" – The Weeknd                                                                                            |
| R&B Artist of the Year                                                                  | Latin Song of the Year                                                                                                |
| - Chris Brown                                                                           | - "El Perdón" – Nicky Jam & Enrique Iglesias                                                                          |
| Latin Artist of the Year                                                                | Regional Mexican Song of the Year                                                                                     |
| - Pitbull                                                                               | - "Levantando Polvadera" – Voz de Mando                                                                               |
| Regional Mexican Artist of the Year                                                     | Best Lyrics |
| - Banda Los Recoditos                                                                   | - "Fight Song" – Rachel Platten                                                                                       |
| Best Collaboration                                                                      | Best Cover Song |
| - "Uptown Funk" – Mark Ronson featuring Bruno Mars                                      | - "Uptown Funk" – Fifth Harmony, Jasmine V, Jacob Whitesides und Mahogany Lox covern Mark Ronson featuring Bruno Mars |
| Best Song from a Movie                                                                  | Biggest Triple Threat                                                                                                 |
| - "Til It Happens to You" – Lady Gaga (The Hunting Ground)                              | - Selena Gomez – Singer/Actor/Dancer                                                                                  |
| Most Meme-able Moment                                                                   | Best Fan Army |
| - Taylor Swift's "Crazy Girl" mit Running Mascara (aus dem Musikvideo zu "Blank Space") | - Justin Bieber – Beliebers                                                                                           |
| iHeartRadio Innovator Award                                                             | |
| - U2                                                                                    | |

## Einschaltquoten
| Jahr | Tag        | Datum    | Fernsehsender   | Einschalt- quote | Zuschauer (in Millionen) | Referenzen |
| ---- | ---------- | -------- | --------------- | ---------------- | ------------------------ | ---------- |
| 2014 | Donnerstag | 1. Mai   | NBC             | 1.7              | 5.4                      | [ 12 ]     |
| 2015 | Sonntag    | 29. März | NBC             | 1.7              | 5.2                      | [ 13 ]     |
| 2016 | Sonntag    | 3. April | TBS, TNT, truTV | 1.6              | 3                        | [ 14 ]     |
| 2017 | Sonntag    | 5. März  | TBS, TNT, truTV | 1.15             | 2.86                     | [ 14 ]     |